# Tuffi ai V Giochi panamericani
Le competizioni di tuffi ai V Giochi panamericani si sono svolte a Winnipeg, in Canada, dal 23 luglio al 6 agosto 1967.

## Risultati

### Uomini
| Evento                     | Oro               | Perform. | Argento        | Perform. | Bronzo       | Perform. |
| Trampolino 3m (dettagli)   | Bernard Wrightson |          | Keith Russell  |          | Raul Escobar |          |
| Piattaforma 10m (dettagli) | Edwin Young       |          | Luis de Rivera |          | Diego Henao  |          |

### Donne
| Evento                     | Oro         | Perform. | Argento      | Perform. | Bronzo         | Perform. |
| Trampolino 3m (dettagli)   | Sue Gossick |          | Micki King   |          | Kathy McDonald |          |
| Piattaforma 10m (dettagli) | Lesley Bush |          | Beverly Boys |          | Ann Peterson   |          |

## Medagliere
| Posizione | Nazione     | Oro | Argento | Bronzo | Totale |
| --------- | ----------- | --- | ------- | ------ | ------ |
| 1         | Stati Uniti | 4   | 2       | 2      | 8      |
| 2         | Canada      | 0   | 1       | 0      | 1      |
| 2         | Messico     | 0   | 1       | 0      | 1      |
| 2         | Colombia    | 0   | 0       | 2      | 2      |
| Totale    | Totale      | 4   | 4       | 4      | 12     |